# Vriesea erythrodactylon
Vriesea erythrodactylon är en gräsväxtart som först beskrevs av Charles Jacques Édouard Morren, och fick sitt nu gällande namn av Charles Jacques Édouard Morren och Carl Christian Mez. Vriesea erythrodactylon ingår i släktet Vriesea och familjen Bromeliaceae. Inga underarter finns listade i Catalogue of Life.

## Bildgalleri

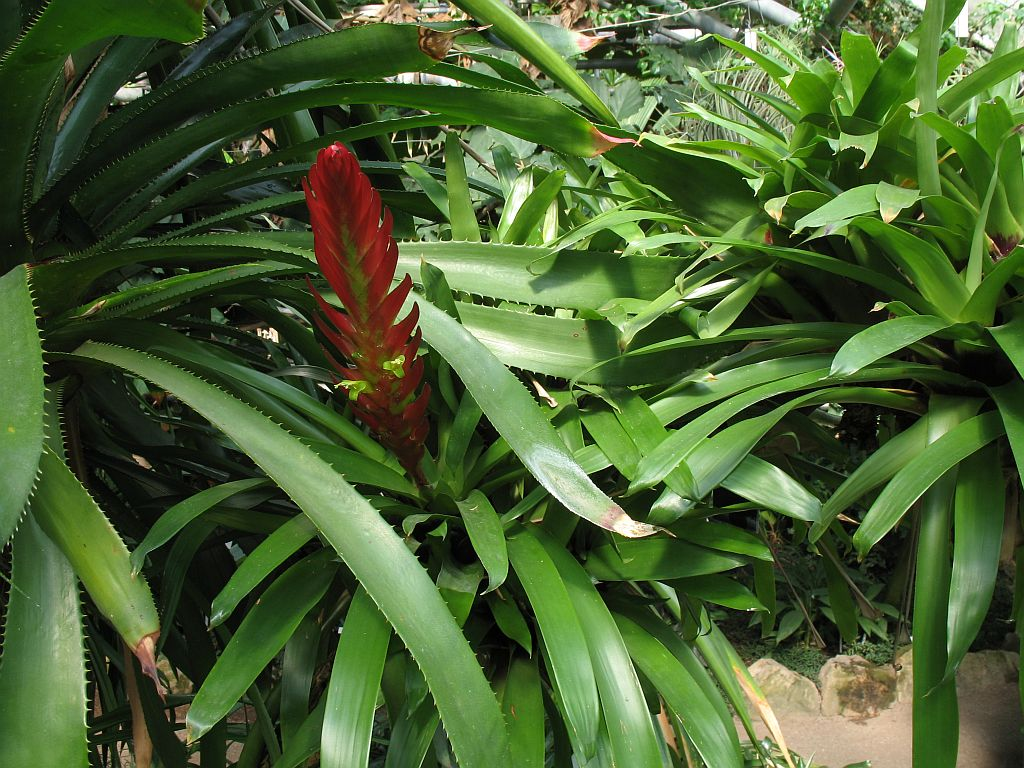
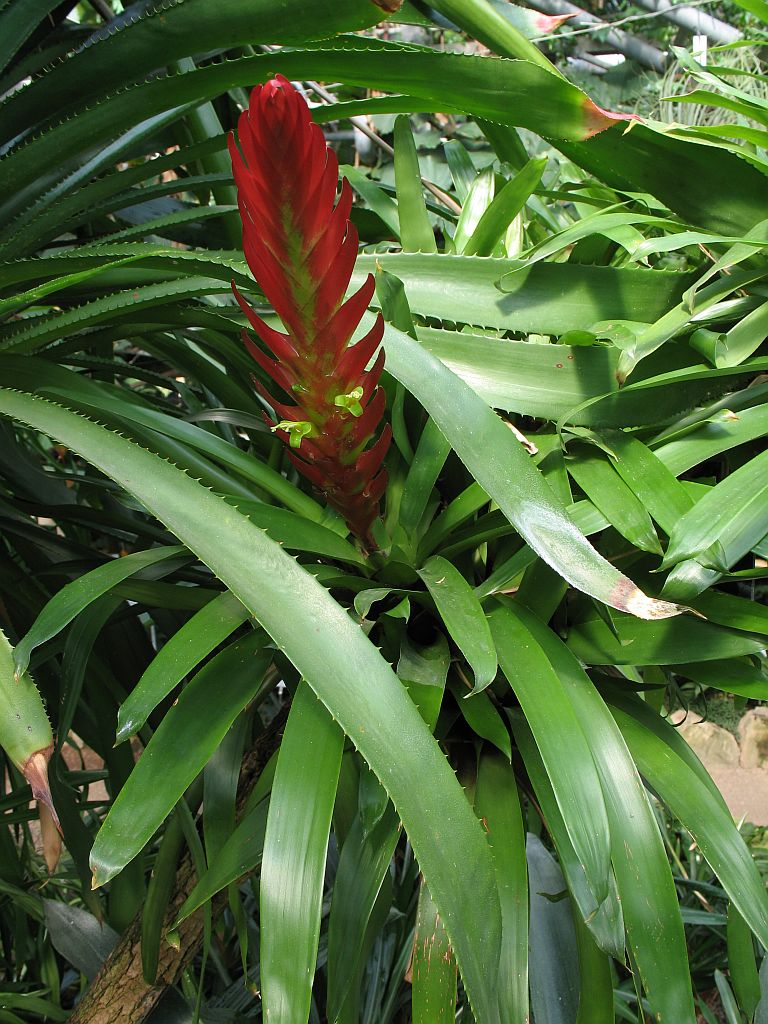
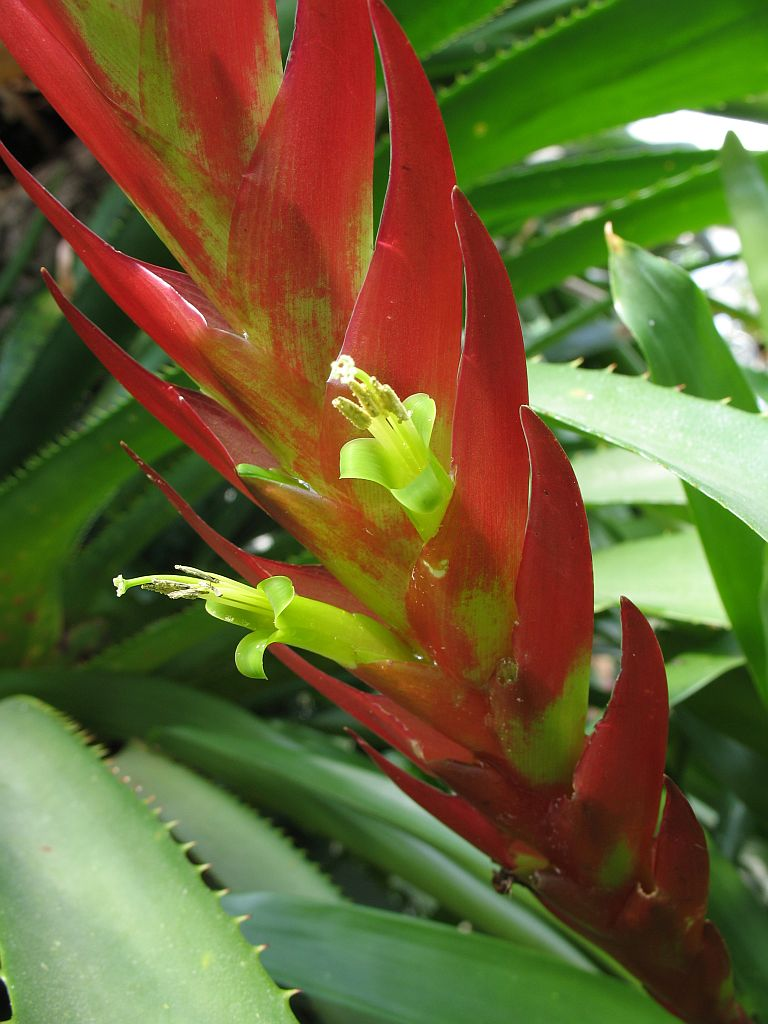
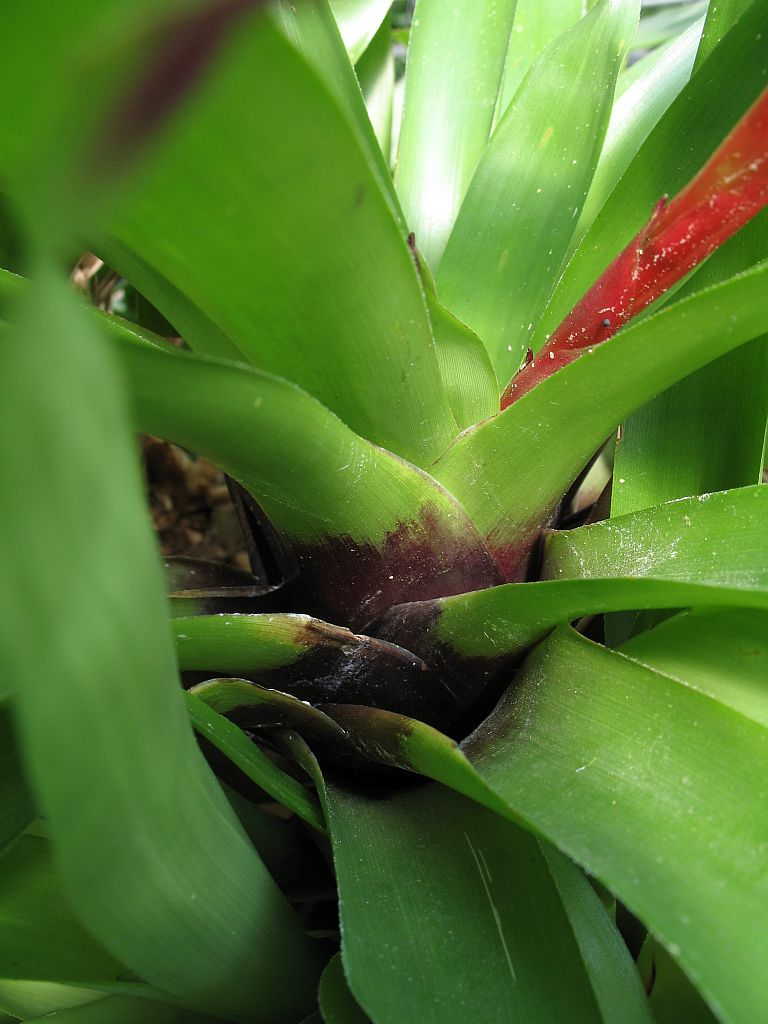